# Asparagus lycaonicus
Asparagus lycaonicus là một loài thực vật có hoa trong họ Măng tây. Loài này được P.H.Davis mô tả khoa học đầu tiên năm 1983.